# Brabantse Pijl 2016
De 56e editie van de wielerwedstrijd Brabantse Pijl (Frans: Fleche Brabançonne) werd gehouden op 13 april 2016. De start was in Leuven, de finish in Overijse. De wedstrijd maakt deel uit van de UCI Europe Tour 2016, in de categorie 1.HC. In 2015 won de Belg Ben Hermans. Dit jaar won de Tsjech Petr Vakoč.

## Deelnemende ploegen
| WorldTour                   | ProContinentaal                  |
| --------------------------- | -------------------------------- |
| BMC Racing Team             | Bardiani CSF                     |
| Cannondale Pro Cycling Team | Bora-Argon 18                    |
| Dimension Data              | CCC Sprandi Polkowice            |
| Etixx-Quick Step            | Cofidis                          |
| IAM Cycling                 | Direct Énergie                   |
| Lotto Soudal                | Drapac Professional Cycling      |
| Orica GreenEDGE             | Fortuneo-Vital Concept           |
| Team Giant-Alpecin          | Gazprom-RusVelo                  |
|                             | ONE Pro Cycling                  |
|                             | Roompot-Oranje Peloton           |
|                             | Southeast-Venezuela              |
|                             | Stölting Service Group           |
|                             | Team Novo Nordisk                |
|                             | Team Roth                        |
|                             | Topsport Vlaanderen-Baloise      |
|                             | Verva ActiveJet Pro Cycling Team |
|                             | Wanty-Groupe Gobert              |

## Uitslag
| Brabantse Pijl 2016 |                    |                             |          |
| Plaats              | Naam               | Ploeg                       | Tijd     |
| Winnaar             | Petr Vakoč         | Etixx-Quick Step            | 4u48'50" |
| 2                   | Enrico Gasparotto  | Wanty-Groupe Gobert         | + 6"     |
| 3                   | Tony Gallopin      | Lotto Soudal                | + 12"    |
| 4                   | Bryan Coquard      | Direct Énergie              | + 20"    |
| 5                   | Michael Matthews   | Orica GreenEDGE             | z.t.     |
| 6                   | Sonny Colbrelli    | Bardiani CSF                | z.t.     |
| 7                   | Maurits Lammertink | Roompot-Oranje Peloton      | z.t.     |
| 8                   | Julian Alaphilippe | Etixx-Quick Step            | z.t.     |
| 9                   | Tom-Jelte Slagter  | Cannondale Pro Cycling Team | z.t.     |
| 10                  | Loïc Vliegen       | BMC Racing Team             | z.t.     |
| 11                  | David Tanner       | IAM Cycling                 | z.t.     |
| 12                  | Floris De Tier     | Topsport Vlaanderen-Baloise | z.t.     |
| 13                  | Huub Duijn         | Roompot-Oranje Peloton      | z.t.     |
| 14                  | Davide Rebellin    | CCC Sprandi Polkowice       | z.t.     |
| 15                  | Jelle Vanendert    | Lotto Soudal                | z.t.     |
| 16                  | Yoann Bagot        | Cofidis                     | z.t.     |
| 17                  | Paul Voss          | Bora-Argon 18               | z.t.     |
| 18                  | Florian Vachon     | Fortuneo-Vital Concept      | +28"     |
| 19                  | Simone Ponzi       | CCC Sprandi Polkowice       | z.t.     |
| 20                  | Matteo Busato      | Southeast-Venezuela         | +31"     |

1961 · 1962 · 1963 · 1964 · 1965 · 1966 · 1967 · 1968 · 1969 · 1970 · 1971 · 1972 · 1973 · 1974 · 1975 · 1976 · 1977 · 1978 · 1979 · 1980 · 1981 · 1982 · 1983 · 1984 · 1985 · 1986 · 1987 · 1988 · 1989 · 1990 · 1991 · 1992 · 1993 · 1994 · 1995 · 1996 · 1997 · 1998 · 1999 · 2000 · 2001 · 2002 · 2003 · 2004 · 2005 · 2006 · 2007 · 2008 · 2009 · 2010 · 2011 · 2012 · 2013 · 2014 · 2015 · 2016 · 2017 · 2018 · 2019 · 2020 · 2021 · 2022 · 2023 · 2024
Etappewedstrijden

 Ster van Bessèges · 
 Ronde van Valencia · 
 La Méditerranéenne · 
 Ronde van de Algarve · 
 Ruta del Sol · 
 Ronde van de Haut-Var · 
 Ronde van de Provence · 
 Driedaagse van West-Vlaanderen · 
 Internationale Wielerweek · 
 Internationaal Wegcriterium · 
 Driedaagse van De Panne-Koksijde · 
 Ronde van de Sarthe · 
 Ronde van Castilië en León · 
 Ronde van Trentino · 
 Ronde van Kroatië · 
 Ronde van Turkije · 
 Ronde van Yorkshire · 
 Ronde van Asturië · 
 Ronde van Azerbeidzjan · 
 Vierdaagse van Duinkerke · 
 Ronde van Madrid · 
 Ronde van Picardië · 
 Ronde van Cova da Beira · 
 Ronde van Noorwegen · 
 World Ports Classic · 
 Ronde van België · 
 Ronde van Estland · 
 Ronde van Luxemburg · 
 Boucles de la Mayenne · 
 Ster ZLM Toer · 
 Ronde van Slovenië · 
 Ronde van Oostenrijk · 
 Sibiu Cycling Tour · 
 Ronde van Rhône Alpes-Valromey · 
 Ronde van Wallonië · 
 Ronde van Denemarken · 
 Ronde van Portugal · 
 Ronde van Burgos · 
 Ronde van Gévaudan Languedoc-Roussillon · 
 Ronde van de Ain · 
 Ronde van Tsjechië · 
 Arctic Race of Norway · 
 Ronde van de Limousin · 
 Ronde van Poitou-Charentes · 
 Tour des Fjords · 
 Ronde van Groot-Brittannië · 
 Ronde van Toscane · 
 Eurométropole Tour
Eendaagse wedstrijden

 Trofeo Felanitx-Ses Salines-Campos-Porreres · 
 Trofeo Pollença-Port de Andratx · 
 Trofeo Serra de Tramuntana · 
 Trofeo Playa de Palma-Palma · 
 GP La Marseillaise · 
 Grote Prijs van de Etruskische Kust · 
 Ronde van Murcia · 
 Clásica de Almería · 
 Trofeo Laigueglia · 
 Omloop Het Nieuwsblad · 
 Classic Sud Ardèche · 
 GP Lugano · 
 Kuurne-Brussel-Kuurne · 
 La Drôme Classic · 
 Le Samyn · 
 Strade Bianche · 
 GP Industria & Artigianato · 
 Ronde van Drenthe · 
 Nokere Koerse · 
 GP Nobili Rubinetterie · 
 Handzame Classic · 
 Classic Loire-Atlantique · 
 Grote Prijs van Cholet-Pays de Loire · 
 Dwars door Vlaanderen · 
 Route Adélie de Vitré · 
 Grote Prijs Miguel Indurain · 
 Volta Limburg Classic · 
 Ronde van La Rioja · 
 Parijs-Camembert · 
 Scheldeprijs · 
 Klasika Primavera · 
 Brabantse Pijl · 
 GP Denain · 
 Ronde van de Finistère · 
 Ronde van de Apennijnen · 
 Tro-Bro Léon · 
 La Roue Tourangelle · 
 Rund um den Finanzplatz Eschborn-Frankfurt · 
 Velothon Wales · 
 Grote Prijs van de Somme · 
 Grote Prijs van Plumelec · 
 Boucles de l'Aulne  · 
 Velothon Berlin · 
 GP Kanton Aargau · 
 Ronde van Keulen · 
 Ronde van Limburg · 
 Velothon Copenhagen · 
 Halle-Ingooigem · 
 GP Cerami · 
 Velothon Stuttgart · 
 Prueba Villafranca de Ordizia · 
 Rad am Ring · 
 Circuito de Getxo · 
 RideLondon Classic · 
 Polynormande · 
 Dwars door het Hageland · 
 Arnhem-Veenendaal Classic · 
 GP Jef Scherens · 
 GP Stad Zottegem · 
 Druivenkoers Overijse · 
 Schaal Sels · 
 Brussels Cycling Classic · 
 GP Fourmies · 
 Velothon Stockholm · 
 Ronde van de Doubs · 
 GP van Wallonië · 
 Coppa Bernocchi · 
 Coppa Agostoni · 
 Kampioenschap van Vlaanderen · 
 Grote Prijs Impanis-Van Petegem · 
 Memorial Marco Pantani · 
 GP van Isbergues · 
 GP Industria & Commercio di Prato · 
 Coppa Sabatini · 
 Ronde van Emilia · 
 Duo Normand · 
 GP Beghelli · 
 Ronde van de Drie Valleien · 
 Milaan-Turijn · 
 Ronde van Piemonte · 
 Ronde van de Vendée · 
 Ronde van het Münsterland · 
 Binche-Chimay-Binche · 
 Parijs-Bourges · 
 Parijs-Tours · 
 Nationale Sluitingsprijs